# Mamou
Mamou   este un oraș  în  partea de vest a Guineei, în podișul Fouta-Djallon. Este reședința regiunii Mamou și a prefecturii omonime. Fondat în 1908.